# 왜소증
왜소증(矮小症, 영어: dwarfism)은 의학적인 이유로 키가 정상인에 비해 작은 것이다. 저신장, 성장장애라고도 한다. 신체 자체는 멀쩡하며 아무 이상이 없으나 비정상적으로 키가 작을 뿐이다.
대한민국의 경우 20세 이상의 남자 145cm 미만, 18세 이상의 여자 140cm 미만일 경우 왜소증 사유로 장애인 등록증이 발급된다. 지능은 일반적으로 정상이고, 정상에 가까운 수명을 가진다. 다만 원발성 왜소증(Primordial Dwarfism)일 경우 수명은 짧은 편이다.

## 원인
내분비계의 장애, 뇌하수체의 기능 저하, 영양 부족, 연골무형성증, 터너 증후군, 성장 장애 등이 왜소증의 주된 원인이다.

## 같이 보기
- 드워프
- 장애인
- 연골무형성증